# Italochrysa everetti
Italochrysa everetti is een insect uit de familie van de gaasvliegen (Chrysopidae), die tot de orde netvleugeligen (Neuroptera) behoort. 
Italochrysa everetti is voor het eerst wetenschappelijk beschreven door Van der Weele in 1909.